# Prepona tyrias
Prepona tyrias är en fjärilsart som beskrevs av Hans Fruhstorfer 1916. Prepona tyrias ingår i släktet Prepona och familjen praktfjärilar. Inga underarter finns listade i Catalogue of Life.